# Capitoli di Rock Lee - Prodezze di un giovane ninja

La copertina del primo volume

Questa è la lista dei capitoli di Rock Lee - Prodezze di un giovane ninja, manga scritto e disegnato da Kenji Taira.
Il manga è stato serializzato sulla rivista Saikyo Jump, edita da Shūeisha, a partire da dicembre 2010, concludendosi sul numero di agosto, uscito il 4 luglio 2014. I capitoli della serie sono stati raccolti in sette volumi tankōbon, con il primo pubblicato il 3 febbraio 2012 e l'ultimo il 4 agosto 2014.
L'edizione italiana del manga è edita da Planet Manga, etichetta della Panini Comics, che ha pubblicato il primo volume il 6 novembre 2014 e i seguenti a cadenza trimestrale. All'uscita del primo volume si poteva avere per 10 euro una t-shirt insieme all'albo.

## Lista volumi
| Nº | Titolo italiano Giapponese 「Kanji」 - Rōmaji | Data di prima pubblicazione             | Data di prima pubblicazione |
| Nº | Titolo italiano Giapponese 「Kanji」 - Rōmaji | Giapponese                              | Italiano                    |
| 1  | Rock Lee il ninja 「忍者ロック・リー」 - Ninja Rokku Rī | 3 febbraio 2012 ISBN 978-4-08-870442-5  | 6 novembre 2014             |
| 1  | Capitoli - 1. Rock Lee il ninja (忍者ロック・リー?, Ninja Rokku Rī) - 2. Le tattiche di un amore emozionante! (ドキドキ恋の作戦!?, Dokidoki koi no sakusen!) - 3. Rock Lee contro Neji Hyuga! (ロック・リーVS日向ネジ!!?, Rokku Rī VS Hyūga Neji!!) - 4. Rock Lee il copia ninja?! (コピー忍者ロック・リー!??, Kopī ninja Rokku Rī!?) - 5. Il costume da bagno di Sakura! (サクラの水着!!?, Sakura no mizugi!!) - 6. L'idolo di Tenten! (テンテンのあこがれ!!?, Tenten no akogare!!) - 7. Gaara del deserto (砂瀑の我愛羅?, Sabaku no Gaara) - Speciale. Naruto contro Konohamaru contro Rock Lee! (ナルトVS木ノ葉丸VSロック・リー!!?, Naruto VS Konohamaru VS Rokku Rī!!) |                                         |                             |
| 1  | Trama Rock Lee è un ninja del "Villaggio della Foglia" allenato dal maestro Gai Maito e compagno di Neji Hyuga e Tenten. A differenza di tutti gli altri personaggi però non è in grado di usare arti magiche ma solamente le arti marziali, in cui grazie a duri allenamenti eccelle. La sua impetuosità e i suoi allenamenti estremi però lo porteranno incontro a diversi problemi. |                                         |                             |
| 2  | Rock Lee contro Gai Maito! 「ロック・リーVSマイと・ガイ!!」 - Rokku Rī VS Maito Gai!! | 27 luglio 2012 ISBN 978-4-08-870494-4   | 15 gennaio 2015             |
| 2  | Capitoli - 8. Rock Lee contro Gai Maito! (ロック・リーVSマイト・ガイ!!?, Rokku Rī VS Maito Gai!!) - 9. Neji e Hinata! (ネジとヒナタ?, Neji to Hinata) - 10. Due contro due! (タッグマッチ!!?, Taggu Matchi!!) - 11. Una missione di livello "S"! (Sランク任務!!?, S-Ranku Ninmu!!) - 12. Lo scambio di identità! (オレがゲジマユ、ボクがナルトくん!??, Ore ga Gejimayu, Boku ga Naruto-kun!?) - Speciale. L'accademia ninja! (忍者学校!!?, Akademī!!) |                                         |                             |
| 2  | Trama Rock Lee osservando i miglioramenti di Naruto Uzumaki, capace secondo alcuni di superare il proprio maestro Kakashi Hatake, decide di sfidare Gai Maito. Il risultato dell'incontro sarà un pareggio. L'hokage Tsunade affida a loro e a diversi altri ninja una missione di rango "S", il massimo possibile. Il risultato sarà però disastroso. Successivamente Rock Lee e Naruto si scambiano per errore l'identità a causa di un'arte magica di Ino Yamanaka, dopo altri disastri ed errori la situazione tornerà alla normalità. |                                         |                             |
| 3  | Il nome dell'associazione è Alba! 「組織の名は暁!!」 - Soshiki no na wa Akatsuki!! | 4 dicembre 2012 ISBN 978-4-08-870565-1  | 5 marzo 2015                |
| 3  | Capitoli - 13. La segretissima missione di recupero (潜入極秘ミッション?, Misshon Gokuhi Sen'nyū) - 14. Occuparsi degli animali (いきものいがかり?, Ikimono Igakari) - 15. Tenten contro Temari! (テンテンVSテマリ!!?, Tenten VS Temari!!) - 16. Il nome dell'associazione è Alba! (組織の名は暁!!?, Soshiki no Na wa Akatsuki!!) - 17. Gai Maito l'Hokage?! (火影マイト・ガイ!??, Hokage Maito Gai!?) - Una raccolta speciale di storie brevi (短編集?, Tanhenshū) |                                         |                             |
| 3  | Trama Tsunade ordina a Tenten, Neji, Sai e Yamato di recuperare un rotolo rubato da alcuni ninja. Prima di partire per la missione però lo Hyuga s'infortuna per colpa del maialino Tonton e viene sostituito da Rock Lee. Dopo alcune difficoltà i quattro riescono nel loro compito. Successivamente Naruto, Kakashi e Shizune affidano i propri animali per un giorno alla squadra capitanata da Gai. In seguito a una missione il team di Rock Lee incontra Gaara insieme ai suoi fratelli e al suo maestro, i quali vengono sfidati in una lotta a squadre da Tenten. Sorprendentemente grazie a una mossa nuova la ninja del Villaggio della Foglia sconfigge Temari a duello. Il capitolo 16 racconta un flashback in cui si scopre come il protagonista del manga incontri insieme a Tenten tutti e nove i ninja dell'Organizzazione Alba. Grazie a dei litigi nati tra questi fuorilegge riusciranno però a sfuggire e a tornare al proprio villaggio. Infine a causa di un viaggio diplomatico e alla contemporanea assenza di Kakashi Hatake e Shikaku Nara il maestro Gai sostituisce l'Hokage Tsunade, causando diversi guai.                                                      |                                         |                             |
| 4  | Sasuke Uchiha! 「うちはサスケ!!」 - Uchiha Sasuke!! | 4 luglio 2013 ISBN 978-4-08-870657-3    | 7 maggio 2015               |
| 4  | Capitoli - 18. Proteggere il Raikage (雷影護衛任務?, Raikage Goei Ninmu) - 19. Sasuke Uchiha! (うちはサスケ!!?, Uchiha Sasuke!!) - 20. Jiraiya, la spia leggendaria! (自来也のぞき忍伝!!?, Jiraiya Nozoki Ninden!!) - 21. Una coppia bestiale! (珍獣タッグ!!?, Chinjū Taggu!!) - 22. Smack smack love love tu-tump tu-tump (イチャイチャチュッチュキャビキャビラブラブスリスリドキドキ?, Icha-icha Chutchu Kyapi-kyapi Rabu-rabu Suri-suri Doki-doki) - Speciale. Powerful Shippuden! (パワフル疾風伝!!?, Pawafuru Shippūden!!) - Speciale. Il duello! (バトル!!?, Batoru!!) |                                         |                             |
| 4  | Trama Rock Lee e la sua squadra sono nel Villaggio della nuvola che inseguono un ninja traditore perdendone le tracce. Il team incontrerà Killer Bee e il Raikage in persona. Successivamente Neji salvera il capo del villaggio proprio da un attacco del ninja che stavano inseguendo. Nel capitolo 19 Rock Lee, Neji e Tenten incontrano Sasuke Uchiha con la sua squadra in un locale e avranno un combattimento contro di loro. Durante il capitolo 20 viene narrato come Jiraiya insieme a Rock Lee, Naruto, Neji e Konohamaru cerchino inutilmente di spiare il bagno delle ragazze. Successivamente Gai Maito durante una missione nel tentativo di catturare un Gorilla ninja finisce incollato con Kisame. I due nonostante non riescano a riconoscersi a vicenda si aiuteranno per sconfiggere l'animale. Nel capitolo 22 nel Villaggio della Foglia Shizune perde un rotolo contenente una tecnica illusoria proibita. La tecnica consiste nel far innamorare chi guarda il rotolo della prima persona che incontrerà, ciò causerà confusione tra i vari personaggi. |                                         |                             |
| 5  | Rock Lee contro Naruto Uzumaki! 「ロック・リーVSうずまきナルト!!」 - Rokku Rī VS Uzumaki Naruto!! | 4 settembre 2013 ISBN 978-4-08-870695-5 | 2 luglio 2015               |
| 5  | Capitoli - 23. La squadra Ino-Shika-Cho si scioglie? (解散!? 猪鹿蝶!!?, Kaisan!? Ino-Shika-Chō!!) - 24. Rock Lee contro Naruto Uzumaki! (ロック・リーVSうずまきナルト!!?, Rokku Rī VS Uzumaki Naruto!!) - 25. Il mio amato Sasuke (愛しのサスケくん?, Itoshino Sasuke-kun) - 26. Kankuro il marionettista (傀儡師カンクロウ?, Kugutsu-shi Kankurō) - 27. Le vacanze estive di Alba! (暁の夏休み!!?, Akatsuki no Natsuyasumi!!) - Una raccolta speciale di storie brevi (短編集?, Tanhenshū) |                                         |                             |
| 5  | Trama Rock Lee si impegna a fondo ogni giorno per diventare un ninja esemplare. In questo volume la squadra di Shikamaru, Choji e Ino si scioglie perché bisticcia per delle patatine... Litigio che coinvolge tutto il villaggio, scatenando una guerra. Scoprirete cosa succederá quando Alba andrà in vacanza e due capitoli su Gaara, Kankuro e Temari. |                                         |                             |
| 6  | La scuola della Foglia! 「木ノ葉学園!!」 - Konoha Gakuen!! | 2 maggio 2014 ISBN 978-4-08-880113-1    | 3 settembre 2015            |
| 6  | Capitoli - 28. Una vita paradisiaca nei mari tropicali (南海のパラダイスライフ?, Nankai no Paradaisu Raifu) - 29. Gai Maito contro Kakashi Hatake! (マイト・ガイVSはたけカカシ!!?, Maito Gai VS Hatake Kakashi!!) - 30. Una piccola avventura (小さな大冒険?, Chīsana Dai Bōken) - 31. L'ambizione di Orochimaru (大蛇丸の野望?, Orochimaru no Yabō) - 32. La scuola della foglia! (木ノ葉学園!!?, Konoha Gakuen!!) - 33. Sasuke e Itachi (サスケとイタチ?, Sasuke to Itachi) - Una raccolta speciale di storie brevi (短編集?, Tanhenshū) |                                         |                             |
| 6  | Trama La squadra di Rock Lee insieme a quella di Naruto deve svolgere una missione per mare a causa di diverse navi scomparse. In viaggio i ninja capiteranno su diverse isole che scopriranno essere frutto di arti magiche di un ninja disertore, il quale è il colpevole anche delle navi scomparse. Nel capitolo 29 Gai sfida per l'ennesima volta Kakashi, durante lo scontro però si scopre che il ninja con lo sharingan è completamente esausto a causa di alcune missioni precedenti. La sfida viene annullata. Nel capitolo successivo la squadra di Rock Lee mangia per sbaglio una pillola di Choji che rende tutti i protagonisti grandi come formiche, dopo varie vicissitudini ritorneranno alla grandezza normale. Orochimaru arriva successivamente nel villaggio della foglia per vendicarsi e distruggerlo venendo però sconfitto. Il capitolo 32 mostra tutti i protagonisti in veste studentesca durante lezioni e passatempi. Nel capitolo finale Sasuke e suo fratello Itachi perdono la memoria a causa di una botta in testa. I due passeranno dei bei momenti insieme anche se successivamente a causa di un'altra caduta dimenticheranno il tempo trascorso insieme. |                                         |                             |
| 7  | Un ninja provetto! 「立派な忍者・・・!!」 - Rippa na ninja...!! | 4 agosto 2014 ISBN 978-4-08-880170-4    | 5 novembre 2015             |
| 7  | Capitoli - 34. Hinata Hyuga contro Hanabi Hyuga! (日向ヒナタVS日向ハナビ!!?, Hyūga Hinata VS Hyūga Hanabi!!) - 35. I ninja supremi! (伝説の忍!!?, Densetsu no Shinobi!!) - 36. Cose da adulti! (アダルト!!?, Adaruto!!) - 37. Il viaggio nel tempo! (タイムワープ!!?, Taimu Wāpu!!) - 38. I cinque kage! (五影!!?, Gokage!!) - 39. Un ninja provetto! (立派な忍者・・・!!?, Rippa na Ninja...!!) - Una raccolta speciale di storie brevi (短編集?, Tanhenshū) |                                         |                             |
| 7  | Trama Al Villaggio della Foglia Hinata Hyuga viene sfidata dalla sorella minore Hanabi Hyuga in un combattimento, tuttavia la maggiore vincerà la sfida. Tenten viene scelta dal Quinto Hokage per sostituirla per un giorno a causa di numerosi impegni, dopo vari errori la giovane dimostrerà di assolvere al ruolo in modo corretto. Il team Gai decide di cambiare maestro cercando tra i vari ninja del villaggio arrivando alla conclusione di preferire il loro solito maestro. Rock Lee e Tenten successivamente mentre mettono in ordine degli oggetti trovano un portale spaziotemporale che permette a loro di viaggiare nel tempo. Tsunade decide di organizzare una festa tra i 5 Kage dei villaggi giocando e divertendosi alla fine però Gaara viene sfidato per una rivincita da Rock Lee. La sfida tra il Kage della Sabbia e il giovane ninja della Foglia viene vinta a sorpresa da Lee, egli quindi ha dimostrato di essere diventato un ninja molto forte. |                                         |                             |